# Elattoneura glauca
Elattoneura glauca là một loài chuồn chuồn kim thuộc họ Protoneuridae. Loài này có ở Angola, Botswana, Cộng hòa Dân chủ Congo, Guinea Xích Đạo, Ethiopia, Kenya, Malawi, Mozambique, Namibia, Somalia, Nam Phi, Tanzania, Uganda, Zambia, Zimbabwe, có thể cả Burkina Faso, và có thể cả Burundi. Môi trường sống tự nhiên của chúng là rừng ẩm vùng đất thấp nhiệt đới hoặc cận nhiệt đới, vùng cây bụi khô khu vực nhiệt đới hoặc cận nhiệt đới, vùng cây bụi ẩm khu vực nhiệt đới hoặc cận nhiệt đới, và sông ngòi.